# Lambda (hemdator)
Lambda 8300 var en hemdator som lanserades 1982. Datorn hade 42 gröna gummitangenter, en upplösning på 64 x 44 pixlar i grafikläget (i textläget 24 rader med 32 tecken i varje), och 1-kanals monoljud. Datorn kunde köras i "slow mode" och "fast mode", som ZX81. 
Man kunde köpa en färgmodul till datorn, genom att koppla denna till expansionsporten och videoutgången fick man färg på tecknen. 
Datorn fanns under några olika modellnamn, i Tyskland Power 3000, i Frankrike Basic 3000. Datorn var bland de billigaste (och enklast byggda) hemdatorerna på den nordiska marknaden, men blev ingen framgång. När restpartierna slopades bort blev den ännu billigare.
En kuriosadetalj är att bland de grafiska tecken man kunde skifta till på tangentbordet fanns bland annat ett Pacman-spöke och två Space Invaders. 
Datorn presenterades som "YOUR COMPUTER. For Family, Business, Educational and Entertainment use", men blev en flopp.